# De la Ilíada
De l'Iliade, títol original en francès de De la Ilíada, és un assaig de Rachel Bespaloff (1895-1949) publicat el 1943. L'autora hi reflexiona sobre la guerra i la poesia a través de la lectura de grans obres com la Ilíada d'Homer, Guerra i Pau de Tolstoi i la Bíblia.
L'obra tot i ser concisa, és considerada com la seva obra mestra i continua sent reeditada i traduïda. Bespaloff va començar el 1939 a escriure l'assaig i el va acabar en plena època agitada a la primavera del 1942, quan junts amb el seu amic, el catedràtic i filòsof Jean Wahl, va assajar de fugir de la França feixista i antisemita cap als Estats Units.
L'edició publicada a l'editorial Brentano i dirigida per Jacques Schriffin comptava amb un pròleg del mateix Jean Wahl. Justament en aquella època Simone Weil havia publicat L'Iliade ou le poème de la force (La Ilíada o el poema de la força), cosa que va preocupar Bespaloff per les similituds amb el seu text. Segurament ho va tenir en compte en el redactat final. La major diferència entre Weil i Bespaloff és que Weil condemna l'ús de la força mentrestant Bespaloff preconitza la necessitat de la resistència per defendre les «joies peribles de la vida». Ambdues tenen com a característica segons Fina Birulés «un amor comú per la poesia i la passió per la justícia». Considerats com dos assaigs essencials, van ser reeditats en un volum únic el 2005 en la traducció anglesa de McCarty.
L'obra es compon de set capítols, majoritàriament titulats amb noms de personatges homèrics que li permeten il·lustrar i exposar el pensament ètic que ella troba al món grec, així com contrastar-lo amb el de Tolstoi i l'Antic Testament. Altres fils temàtics que articulen el text són: la disputa entre poesia i història per a la transmissió del passat i la tradició, la tensió entre contingència i necessitat en l'opressió o fortuna dels individus, l'amistat i la pàtria com a espai d'autenticitat i, finalment, l'elaboració de conceptes com força, bellesa, justícia i vida.
El 1947 es va publicar la traducció anglesa a càrrec de Mary McCarthy, però no va satisfer l'autora i per això se'n van retallar alguns fragments. Per tal que el text no quedés massa curt a ull de l'editor, aquest va demanar a Hermann Broch que hi fes una introducció. Va ser traduït en català com De la Ilíada per Rosa Rius Gatell el 2012.